# Chanson d'Italie
Chanson d'Italie è un EP del cantante Teddy Reno pubblicato nel 1958 dalla Versailles.

## Tracce
Lato A
1. Arrivederci Roma (Garinei e Giovannini)
2. Scapricciatiello (Ferdinando Albano, Pacifico Vento)

Lato B
1. Ammore mio perdoname (Carlo Innocenzi, Marcella Rivi)
2. Sei corde e' na voce (Carlo Esposito, Giuseppe Starita)